# Межирічка (Вишевицька сільська громада)
Межирі́чка — село в Україні, у Вишевицькій сільській територіальній громаді Житомирського району (до 2020 року у Радомишльський район) Житомирської області. Населення становить 824 осіб.

## Географія
На північно-східній околиці села річка Межерічка впадає у Тетерів.

## Історія
1889 року в селі був приватний кінський завод полковника Антона Осиповича Злотницького, на якому знаходились коні упряжної породи — 1 арабський жеребець та 15 маток.
1900 року власницьке село Вишевицької волості Радомисльського повіту Київської губернії. Відстань від повітового міста 12  верст, від волості 4. Дворів 275, мешканців 1563; 1 православна церква, 1 церковно-прихідська школа, 2 водяних млини, 1 запасний хлібний магазин.
Колишній орган місцевого самоуправління — Межиріцька сільська рада.

## Населення

### Мова
Розподіл населення за рідною мовою за даними перепису 2001 року:
| Мова       | Кількість | Відсоток |
| ---------- | --------- | -------- |
| українська | 818       | 99.27%   |
| російська  | 6         | 0.73%    |
| Усього     | 824       | 100%     |